# Iglesia de Santa Coloma (Angostina)
La iglesia de Santa Coloma es un edificio religioso situado en el concejo de Angostina, del municipio de Bernedo, perteneciente a la provincia de Álava, en la comunidad autónoma del País Vasco.

## Historia
Se menciona como iglesia parroquial del lugar en el segundo volumen del Diccionario geográfico-estadístico-histórico de España y sus posesiones de Ultramar de Pascual Madoz, donde aparece descrita con las siguientes palabras: «La igl. parr. (Sta. Colomba ó Coloma y cuyo patron es San Martin Ob.) es hijuela de la de Bernedo y servida por un beneficiado de aquel cabildo».
En el tomo de la Geografía general del País Vasco-Navarro dedicado a Álava y escrito por Vicente Vera y López, se dice lo siguiente: «Su parroquia es de categoría rural de primera clase, perteneciente al arciprestazgo de Campezo y está dedicada á Santa Coloma».

## Descripción
Pórtico con dos arcos de medio punto sobre pilastras, con decoración geométrica. Se construyó en 1777, según una inscripción en el mismo. Portada con arco de medio punto de la misma época. También se apoya sobre pilastras decoradas con elementos geométricos.
Templo con planta en forma de cruz latina, de brazos poco pronunciados. Ábside poligonal, con bóveda de crucería en abanico y con claves sencillas, que descansa en medias columnas apeadas en ménsulas sencillas con dentículos. Las bóvedas de los brazos son de simple crucería; las de los tres tramos de la nave forman estrellas con nervaduras curvas a modo de grandes rosetones que descansan en repisas análogas a las del ábside.

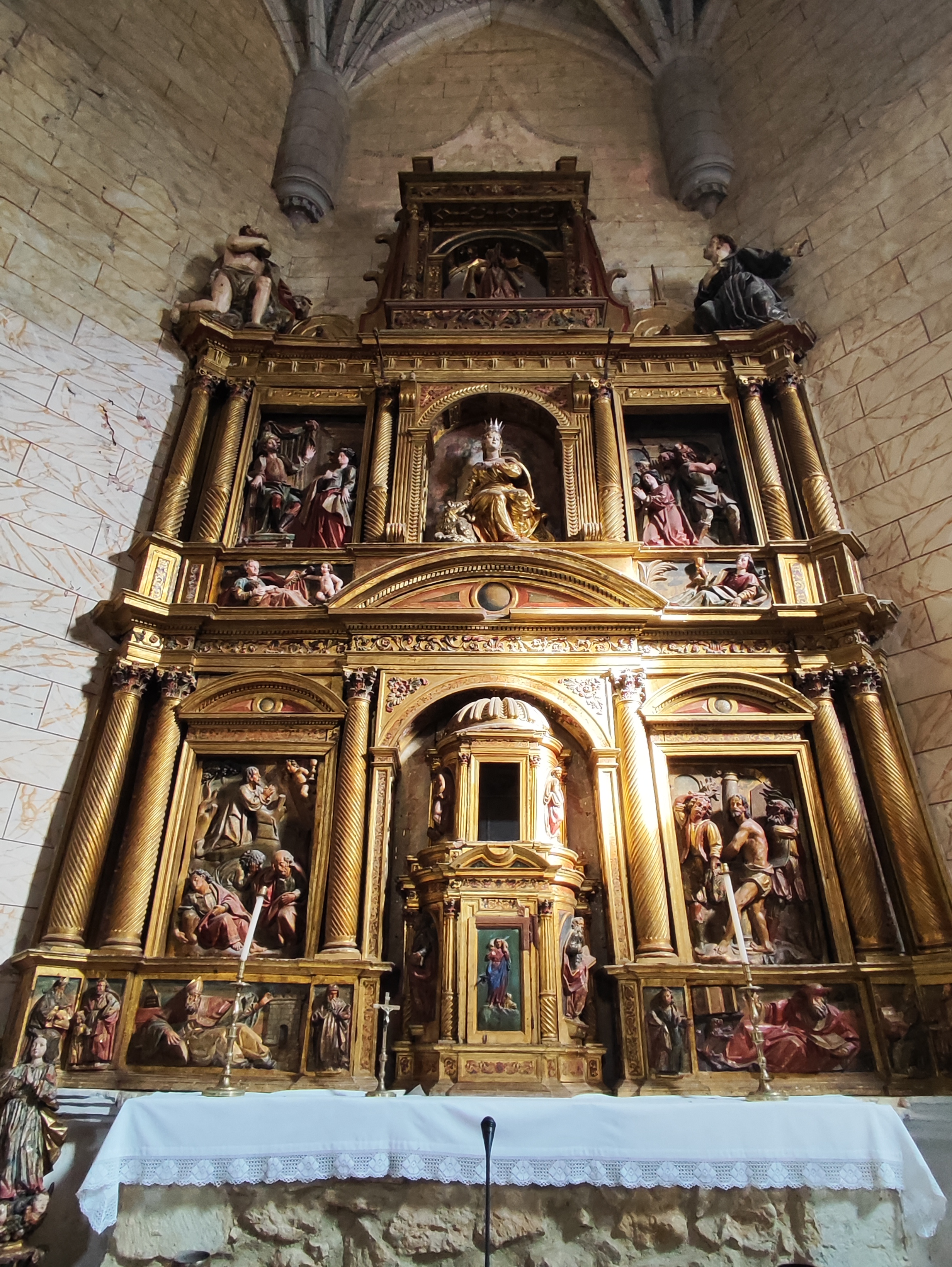
Retablo Mayor

### Retablo mayor
De estilo renacentista avanzado, del primer tercio del siglo XVII. Consta de banco, dos cuerpos y remate; todos de arquitectura clásica, sencilla, elegante y bien dorada. Un sagrario del mismo estilo y momento que el retablo, ocupa el centro del banco y del primer cuerpo. 
En el primero, cuatro columnas corintias encuadran la puerta del sagrario, con relieves del Buen Pastor y, a sus lados, los de San Pedro y San Pablo. Otras cuatro columnas corintias flanquean el nicho central del ostensorio y sendos relieves de San Lucas y San Juan a ambos lados, figuras llenas de energía y fuerza expresiva.
En el banco, dos relieves de San Agustín y San Jerónimo (0,70 x 0,30), entre otros seis más pequeños de San Ambrosio, San Mateo, San Antonio Abad y otros santos, (0,16 x 0,30) situados en los basamentos de las columnas del primer cuerpo. Presenta éste seis columnas corintias de fuste torso, arquitrabe liso, friso adornado con temas vegetales renacientes y cornisa denticulada. A sus lados, interesantes relieves de la Oración del Huerto y la Flagelación de Cristo (0,86 x 0,60), llenos de viveza, bien dorados y estofados y rematados en frontones curvos.

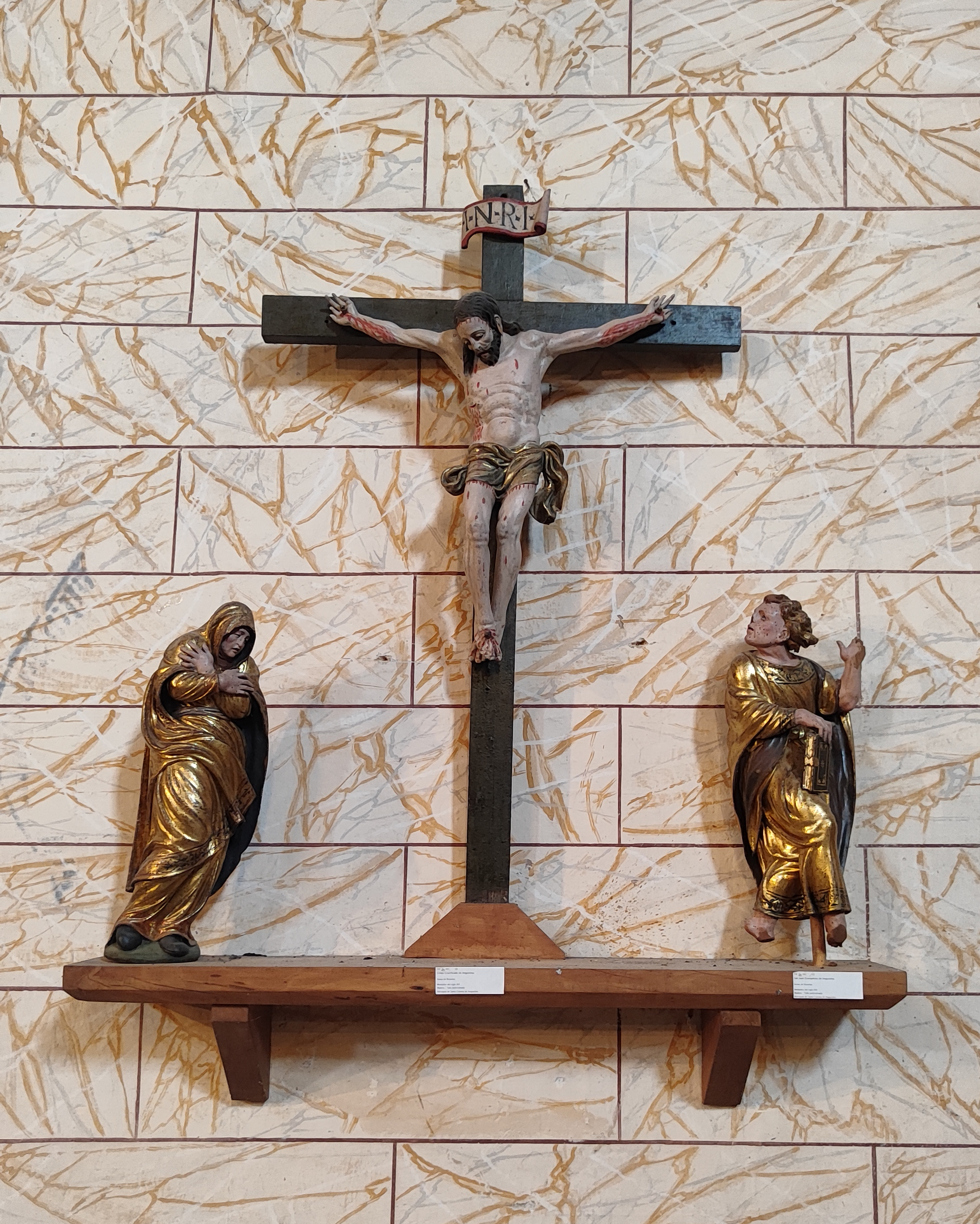
Calvario de Arnao de Bruselas

El segundo cuerpo se apoya en basamento con dos relieves, la Caridad y la Fe, idénticos en sus medidas a los del banco. Sobre él otras seis columnas corintias de fuste torso, con finas estrías en sus dos tercios superiores y más abiertas en la base, sustentan un entablamento análogo al del primer cuerpo. Al centro, imagen de Santa Coloma, sedente, con rica vestimenta dorada; en gesto delicadamente movido, se inclina hacia el oso, defensor de su pureza, que aparece echado a sus pies. A los lados, escenas del juicio y del martirio de la santa virgen (0,86 x 0,60).
En el remate, imagen de la Concepción, con sus manos juntas en el centro y amplio manto caído sobre sus hombros. Culminaba el retablo buen conjunto del Calvario con figuras exentas y, a los lados, tallas de San Jerónimo y San Francisco en actitud orante. La imagen de Santa Coloma, una de las esculturas más bellas de la comarca, presenta íntima relación con la Virgen sedente del retablo de Lapoblación, en la vecina Navarra.
Tras la restauración del Calvario, se ha reubicado en el lateral izquierdo del altar. Se atribuye el Calvario, la imagen de Santa Coloma, y una Virgen con el Niño, a Arnao de Bruselas, por razones estilísticas por analogía con otras obras suyas y pueden fecharse a mediados del siglo XVI.

### Retablos laterales
Nuestra Señora del Rosario. Discreto retablo de finales del siglo XVII. Lo componen dos columnas corintias de fuste serpeante y hornacina rematada en arco de medio punto, con talla de la Virgen de la época.
San Martín. Del siglo XVII, conjunto dorado y pintado, con cordobán análogo al anterior. La imagen de San Martín se pagaba en 1763.

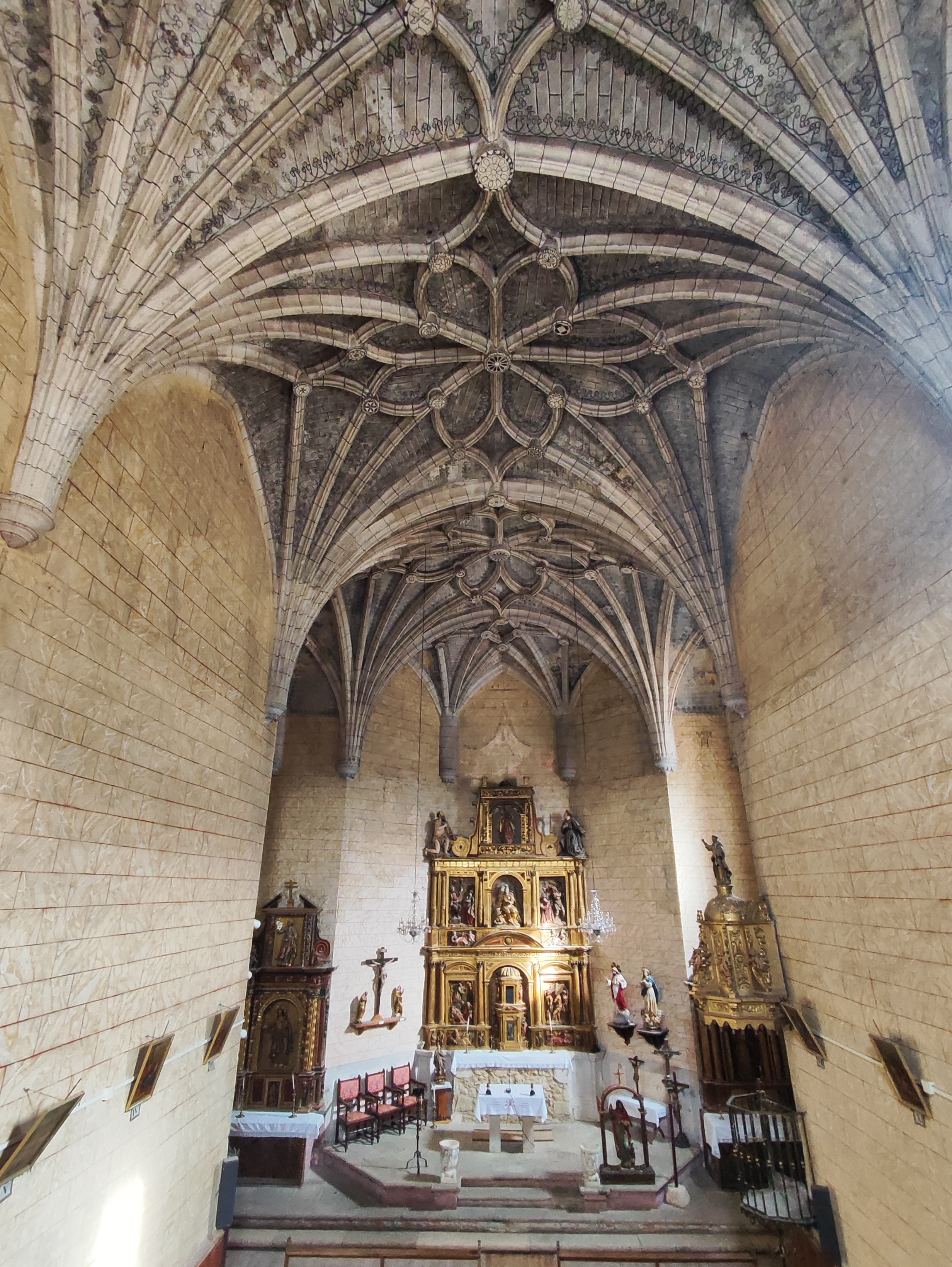
Nave central
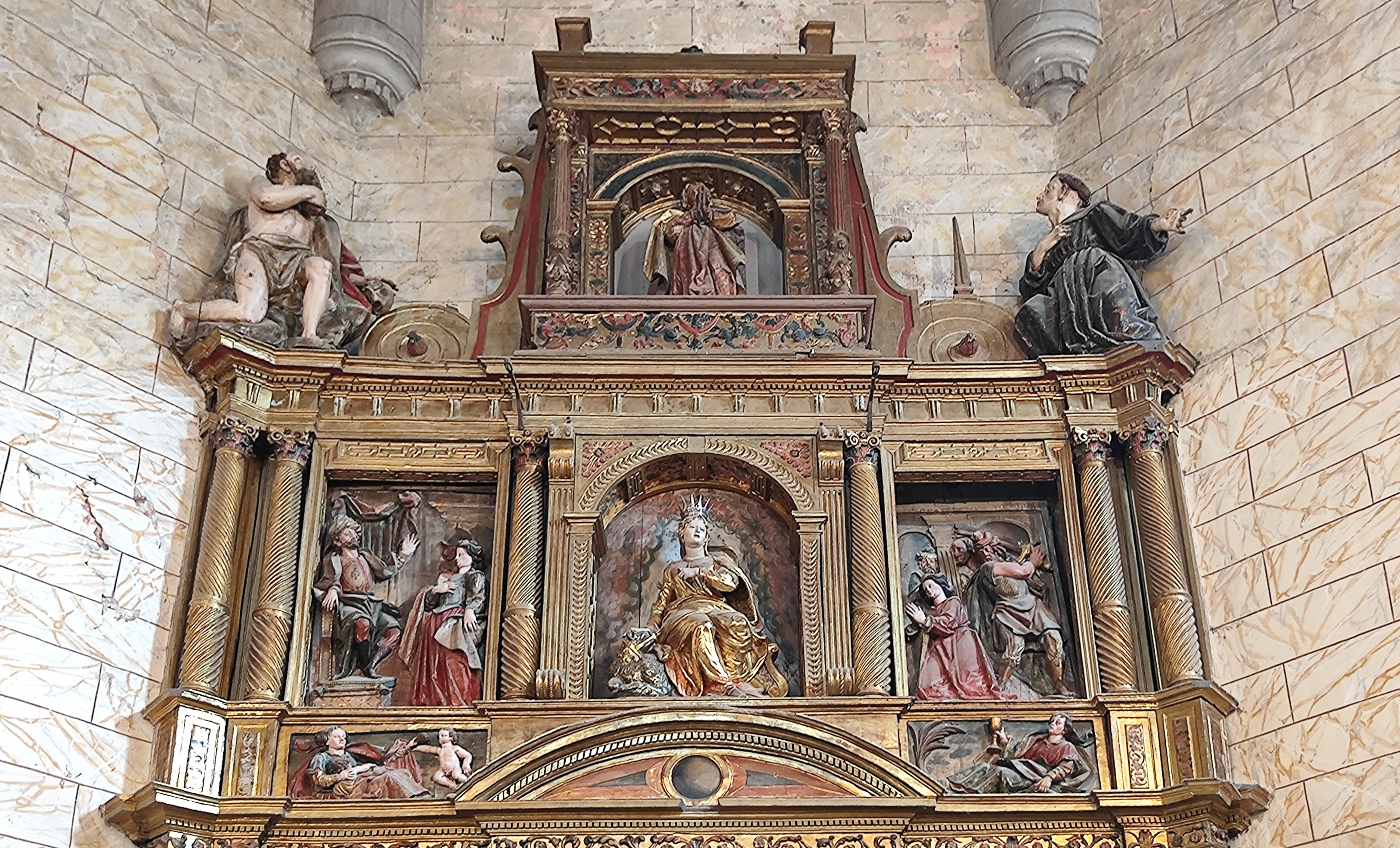
Retablo Mayor
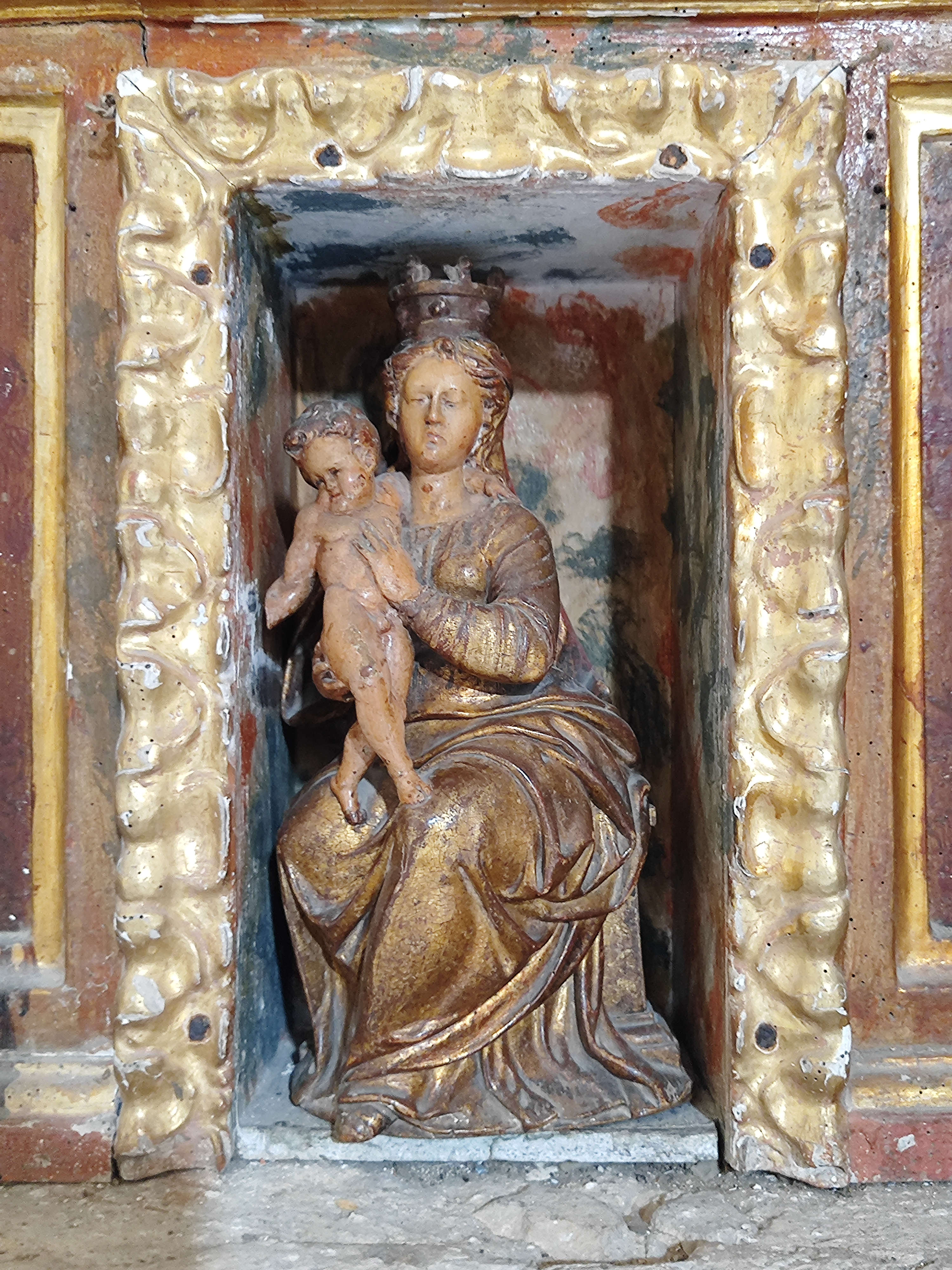
Virgen con el Niño
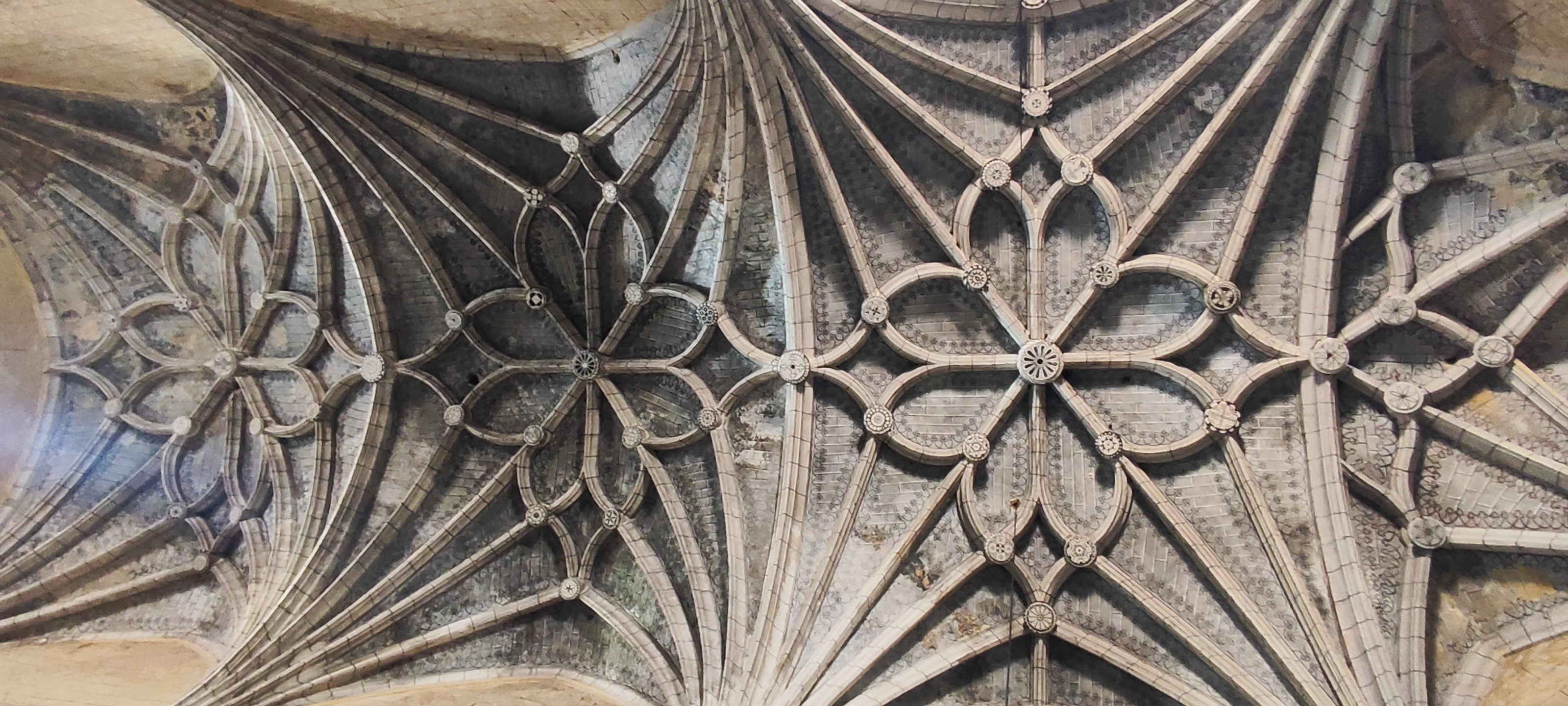
Bóvedas
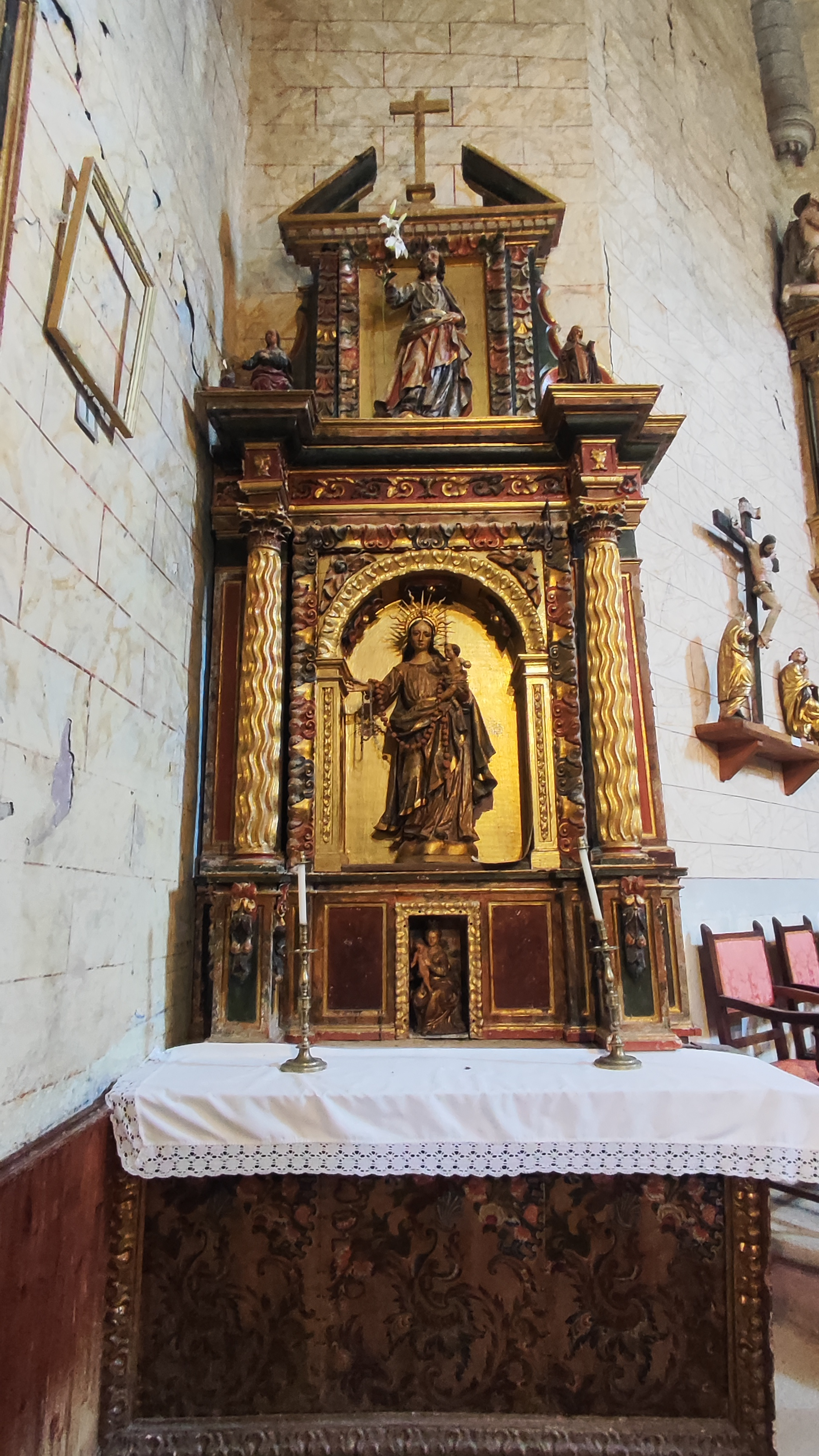
Retablo lateral de Nuestra Señora de Rosario
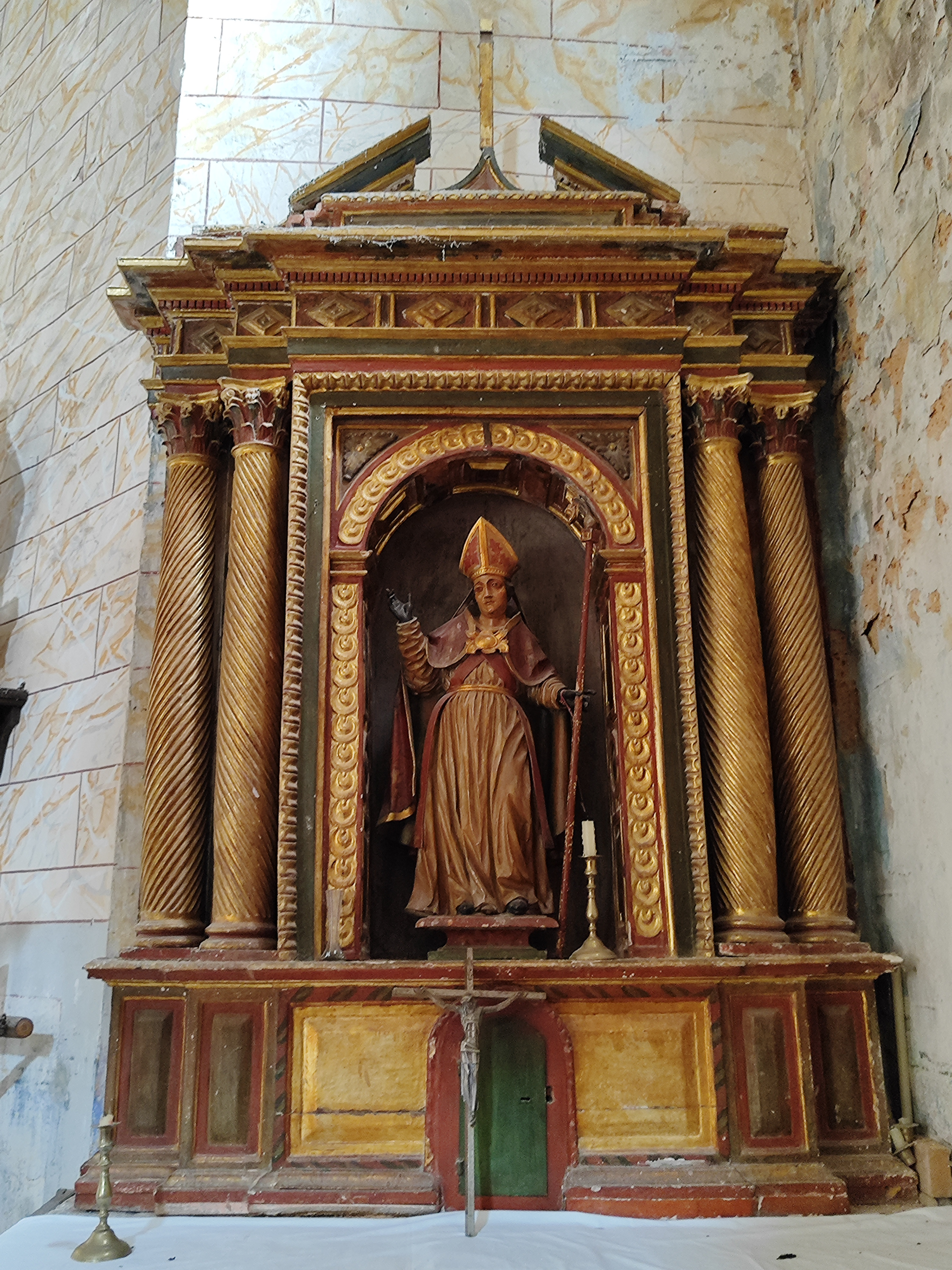
Retablo lateral, San Martín